# Kálmán Ferenczfalvi
Kálmán Ferenczfalvi (* 15. März 1921 in Debrecen, Ungarn; † 8. April 2005 in Debrecen) war ein sogenannter „Gerechter unter den Völkern“ aus Ungarn.

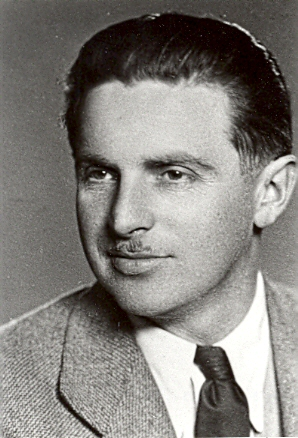
Der junge Kálmán Ferenczfalvi, 1946

## Holocaust
Kálmán Ferenczfalvi (geb. Faber), im Jahre 1944 nur 23 Jahre alt, zeigte sich von der durch deutsche Nazis organisierten und durch ungarische Kräfte ausgeführten Deportation der ungarischen Juden während des Holocaust schockiert. Er hatte keine Angst um sich, nur um die unschuldig Verfolgten. Er rettete über 2000 Menschen das Leben. Um die verfolgten Juden und Zwangsarbeiter vor den Todesmärschen und der Deportation zu retten, schreckte Ferenczfalvi, damals Versorgungsoffizier der ungarischen Armee, weder vor Missbrauch des Militärsiegels noch vor der Gründung einer Phantomeinheit zurück. Er fälschte Soldbücher, Lebensmittelscheine und zweisprachige offene Befehle, und schmuggelte Insassen von Sammellagern und Ghettos unter der Decke seines Pferdewagens. Da er die erste jüdische Familie in seinem Elternhaus unterbrachte, gefährdete er nicht nur sich selbst, sondern auch die eigene Familie.
Ferenczfalvi war nach dem Krieg Buchhalter bei verschiedenen staatlichen Firmen und schwieg jahrzehntelang über seine Taten. Durch einen Zufall „entdeckte“ ihn ein ehemaliger von Ferenczfalvi geretteter Zwangsarbeiter und machte seine aufopferungsvollen Taten bekannt. Kurz darauf bezeugten zahlreiche Menschen aus Europa, Amerika und Australien seine Rettungsaktionen. Kálmán Ferenczfalvi wurde am 2. Juni 1988 in Jerusalem vom Yad Vashem mit dem Titel Gerechter unter den Völkern und mit einem Ölbaum im Erinnerungspark geehrt.